# Gosanke

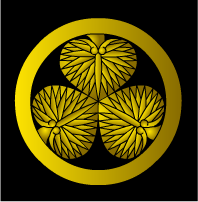
Maru-ni-mitsuba'aoi (« cercle autour de trois feuilles de rose trémière »), le mon du clan Tokugawa.

Le gosanke Tokugawa (徳川御三家, littéralement « trois maisons des Tokugawa »), aussi appelé simplement gosanke ou même sanke, sont trois branches du clan Tokugawa qui descendent des trois fils (Yoshinao, Yorinobu et Yorifusa) du fondateur du clan Tokugawa Ieyasu et qui sont susceptibles de fournir un shogun en cas de besoin.
Les trois maisons s'appellent la « maison Owari des Tokugawa », la « maison Kii des Tokugawa » et la « maison Mito des Tokugawa ». Durant la période Edo, le terme gosanke se réfère également à diverses autres combinaisons des maisons Tokugawa, dont 1) les maisons shogunale Owari et Kii et 2) les maisons Owari, Kii et Suruga (toutes avec la position de dainagon à la cour). Même après l'abolition (juillet 1871) des domaines féodaux de la période Edo, les trois maisons existent toujours.

## Histoire
Après avoir établi son shogunat, Ieyasu entreprend de placer des membres de sa famille aux postes-clés. Son neuvième fils, Yoshinao, est nommé daimyo de Nagoya (province d'Owari), son dixième fils, Yorinobu, daimyo de Wakayama (province de Kii) et son onzième fils, Yorifusa, daimyo de Mito (province de Hitachi). De cette distribution des fiefs sont issus les noms des maisons qu'ils ont fondées, officiellement appelées maison des Tokugawa d'Owari (尾張徳川家, Owari Tokugawa-ke), maison des Tokugawa de Kii (紀伊徳川家, Kii Tokugawa-ke) et maison des Tokugawa de Mito (水戸徳川家, Mito Tokugawa-ke). Ieyasu leur attribue le droit de présenter un shogun afin d'assurer la présence de successeurs au shogunat Tokugawa au cas où la lignée principale viendrait à s'éteindre. Ce qui advient effectivement quand le septième shogun meurt sans héritier en 1716, de même qu'avec le treizième shogun disparu sans héritier en 1858.
Les trois maisons ont le plus haut rang au sein des shinpan daimyo, les daimyos membres de la famille du shogun. Après la restauration de Meiji, dans le cadre du nouveau système nobiliaire kazoku de l'ère Edo, les chefs des trois maisons sont faits marquis. En 1929, le chef de la maison Mito est élevé de marquis à duc.

### Maison Owari
La maison ainée est celle de la branche Owari dont le premier de lignée est Tokugawa Yoshinao, neuvième fils de Ieyasu. Lui et ses descendants sont daimyos du domaine d'Owari (han Owari) dont le quartier général se trouve au château de Nagoya. Le fief a un rendement estimé de 619 500 koku, un koku étant la quantité de riz nécessaire pour nourrir une personne pendant un an (à peu près 180 litres), et est la plus grande des trois. Avant l'abolition du shogunat et du système han, la maison connait dix-sept chefs successifs. Malgré leur ancienneté, les Owari sont les seuls à ne pas avoir fourni de shogun.

### Maison Kii
Les Kii ou maison Kishū sont deuxièmes dans l'ordre d'ancienneté. Le fondateur en est Tokugawa Yorinobu, le dixième fils d'Ieyasu. Yorinobu est daimyo du domaine de Wakayama avec son château de Wakayama et des revenus de 555 000 koku. Il s'installe à Wakayama en 1619 quand le daimyo précédent est transféré. Quatorze membres du clan Tokugawa clan gouvernent le fief durant la période Edo. C'est la seule famille à avoir fourni un successeur au shogun, une fois en 1716 avec Tokugawa Yoshimune et une fois encore en 1858 avec Tokugawa Iemochi.
Le cinquième daimyo Tokugawa de Kii est Yoshimune qui devient shogun plus tard et nomme un proche pour diriger le han Kii. Yoshimune fonde trois nouvelles maisons, le gosankyō, et installe deux fils et un petit-fils à leurs têtes. Le gosanke sert de modèle au gosankyō. Mais tandis que Yoshimune attribue des terres au gosankyō, celles-ci ne sont pas unies en domaines d'un seul tenant mais au contraire sont dispersées sans continuité. Par ailleurs, l'ensemble des possessions est plus petit que celui du gosanke. Cependant, une des maisons gosankyō, la maison Hitotsubashi, fournit deux shoguns, une fois en 1787 (Tokugawa Ienari) et de nouveau en 1866 (Tokugawa Yoshinobu).

### Maison Mito
La branche Mito est troisième dans l'ordre d'ancienneté du gosanke. Son fondateur en est Tokugawa Yorifusa, le onzième fils d'Ieyasu. Son fief est le domaine de Mito dans la province de Hitachi, avec son château à Mito et des terres estimées à l'origine à 250 000 koku et plus tard (1710) à 350 000. La maison est gouvernée par onze chefs dont Tokugawa Mitsukuni. Il n'est pas permis à la maison de fournir un shogun mais seulement son vice-shogun. Néanmoins, elle en fournit un quand un de ses fils, Tokugawa Yoshinobu, est adopté par les Hitotsubashi (une des trois gosankyō de la maison Kii) en 1848 et devient le dernier shogun membre de cette maison.

## Généalogie des chefs dugosanke

### Maison Owari
1. Yoshinao
2. Mitsutomo
3. Tsunanari
4. Yoshimichi
5. Gorōta
6. Tsugutomo
7. Muneharu
8. Munekatsu
9. Munechika
10. Naritomo
11. Nariharu
12. Naritaka
13. Yoshitsugu
14. Yoshikumi
15. Mochinaga
16. Yoshinori
17. Yoshikatsu

### Maison Kii
1. Tokugawa Yorinobu (1601-1671, r. 1619-1667)
2. Mitsusada (1626-1705, r. 1667-1698)
3. Tsunanori (1665-1705, r. 1698-1705)
4. Yorimoto (1680-1705, r. 1705)
5. Yoshimune (1684-1751, r. 1705-1716) (devient plus tard shogun avec le même nom)
6. Munenao (1682-1757, r. 1716-1757)
7. Munemasa (1720-1765, r. 1757-1765)
8. Shigenori (1746-1829, r. 1765-1775)
9. Harusada (1728-1789, r. 1775-1789)
10. Harutomi (1771-1852, r. 1789-1832)
11. Nariyuki (1801-1846, r. 1832-1846)
12. Narikatsu (1820-1849, r. 1846-1849)
13. Yoshitomi (1846-1866, r. 1849-1858) (devient plus tard shogun sous le nom Iemochi)
14. Mochitsugu (1844-1906, r. 1858-1869)

### Maison Mito
1. Yorifusa
2. Mitsukuni
3. Tsunaeda
4. Munetaka
5. Munemoto
6. Harumori
7. Harutoshi
8. Narinobu
9. Nariaki
10. Yoshiatsu
11. Akitake

## Source de la traduction
- (en) Cet article est partiellement ou en totalité issu de l’article de Wikipédia en anglais intitulé « Gosanke » (voir la liste des auteurs).